# Санта-Колома (станция метро, Барселона)
Санта-Колома (кат. Santa Coloma) — станция Барселонского метрополитена, расположенная на линии 1. Открытие станции состоялось 21 декабря 1983 года в составе участка «Торрас-и-Баджес» — «Санта-Колома». Станция находится в районе Сентре города Санта-Колома-де-Граменет.
С момента открытия станции в 1983 году, и до продления линии до станции «Фондо» в 1992 году, «Санта-Колома» являлась конечной на линии 1.
При открытии стала первой станцией метро в городе Санта-Колома-де-Граменет.

## Общие характеристики
Станция имеет 2 боковые платформы длиной 99 метров каждая.
В середине каждой платформы расположены выходы к общему вестибюлю станции, расположенному над платформами и путями.

## Путевое развитие
В тоннеле в сторону станции «Баро-де-Вивер» расположен пошёрстный съезд, использовавшийся для оборота поездов в период пребывании станции конечной на линии.

## Реконструкция

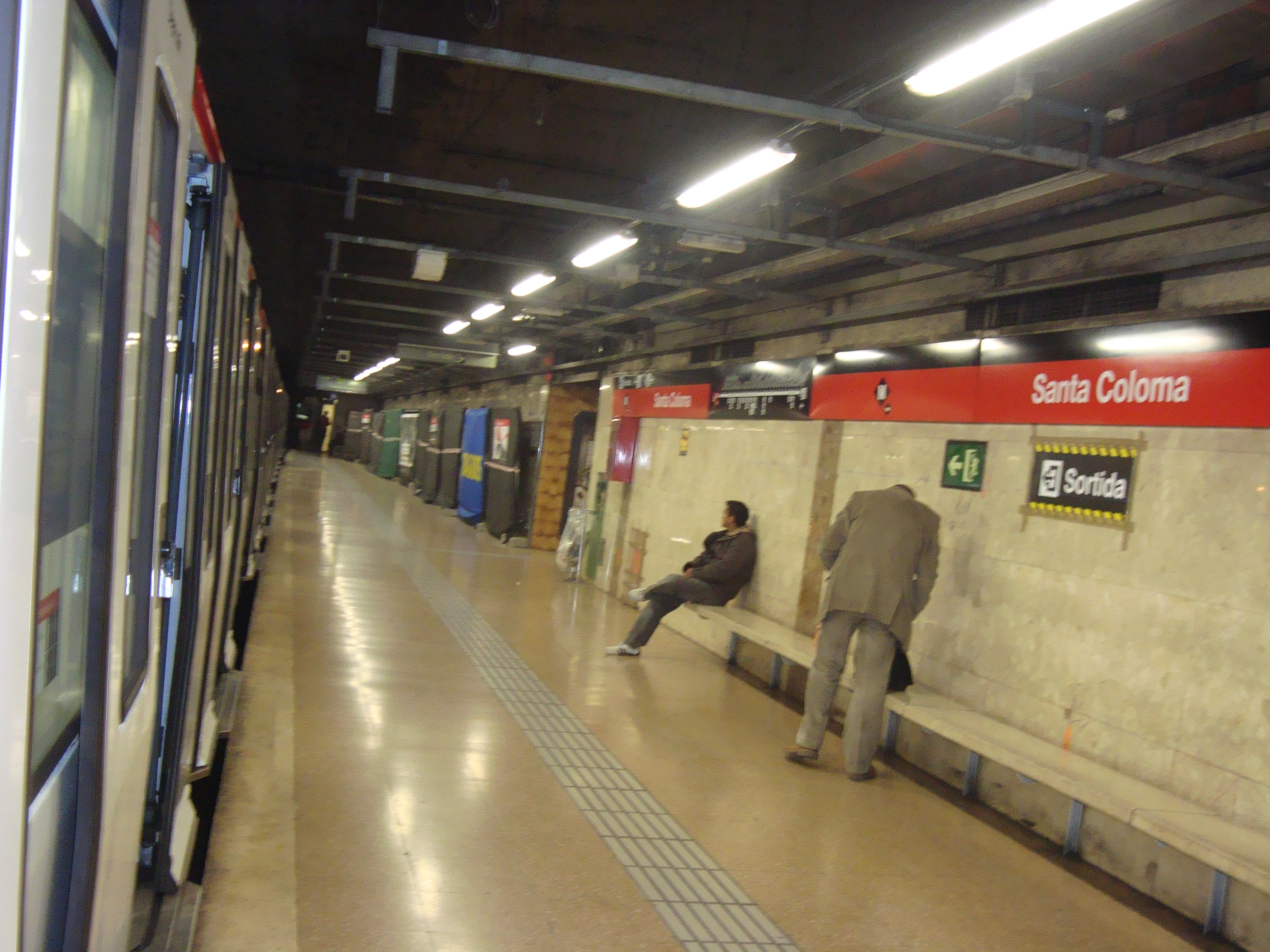
Станция во время реконструкции, 2010 год.

В 2010 году станция была реконструирована: было обновлевно покрытие путевых стен платформ, покрытие самих платформ, а также строительство лифтов в рамках адаптации станции для маломобильных пассажиров.